# Symphonie no 4 de Lutosławski
Pour les articles homonymes, voir Symphonie no 4.
La Symphonie no 4, écrite par le compositeur polonais Witold Lutosławski entre 1988 et 1992, a été achevée le 22 août 1992.

## Structure
Cette symphonie, qui dure environ 20-25 minutes, est en un seul mouvement continu constitué de deux sections : une section préparatoire et une section développée avec un épilogue.

## Instrumentation
La Symphonie no 4 de Lutosławski exige un grand orchestre comprenant: 
| Cordes |
| --- |
| premiers violons, seconds violons, altos, violoncelles, contrebasses |
| 2 harpes, piano, célesta |
| Bois |
| 3 flûtes, la 3e jouant du piccolo 3 hautbois, le 3e jouant du cor anglais 3 clarinettes (la 2e en mi bémol, la 3e jouant de la clarinette basse, 3 bassons, le 3e jouant du contrebasson |
| Cuivres |
| 4cors, 3 trompettes, 3 trombones ; 1 tuba |
| Percussions |
| timbales, caisse claire, tambour, grosse caisse, wood-block, triangle, xylophone, marimba, vibraphone, glockenspiel, cymbales suspendues, maracas, claves, tam-tam                       |

## Création
La symphonie a été créée le 5 février 1993 par l'Orchestre philharmonique de Los Angeles, sous la direction du compositeur, au Dorothy Chandler Pavilion à Los Angeles, Californie. Elle a été commandée par l'Orchestre philharmonique de Los Angeles avec l'aide de Betty Freeman.

## Enregistrements
| Orchestre                                            | Chef                     | Label               | Année | Format         |
| ---------------------------------------------------- | ------------------------ | ------------------- | ----- | -------------- |
| Orchestre symphonique national de la radio polonaise | Witold Lutosławski       |                     |       | CD             |
| Orchestre symphonique national de la radio polonaise | Antoni Wit               | Naxos Records       | 1994  | CD             |
| Orchestre symphonique de la Radio sarroise           | Roman Kofman             | CPO                 | 1995  | CD             |
| Orchestre philharmonique de Los Angeles              | Esa-Pekka Salonen        | Sony Classical      | 1993  | CD             |
| Orchestre philharmonique de Los Angeles              | Esa-Pekka Salonen        | Deutsche Grammophon | 2006  | téléchargement |
| Orchestre de la Philharmonie de Silésie              | Miroslav Jacek Blaszczyk | Dux Records         | 2004  | CD             |